# Día Mundial de los Humedales

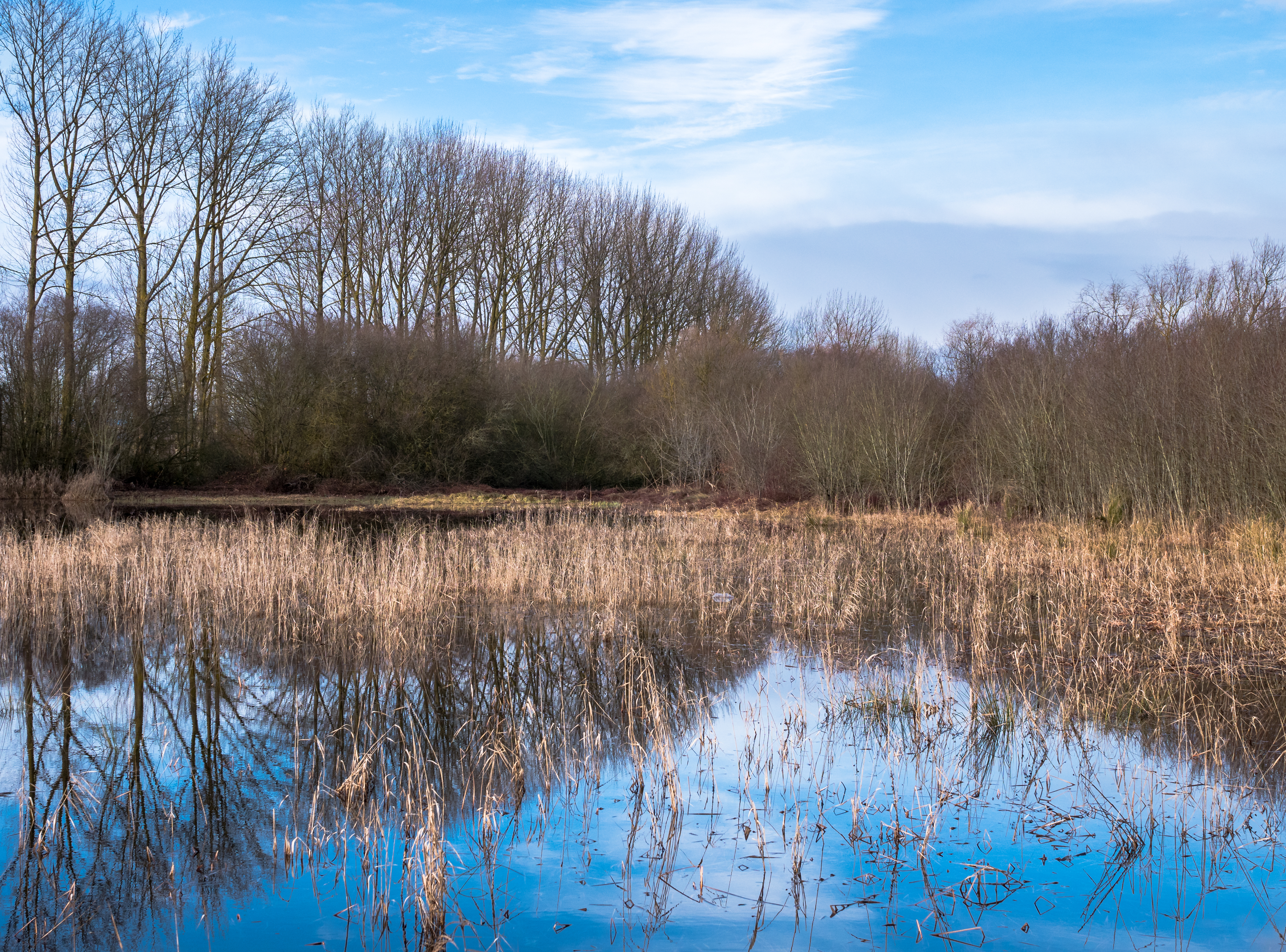
Humedal de Salburua, en Vitoria, Álava, País Vasco, España

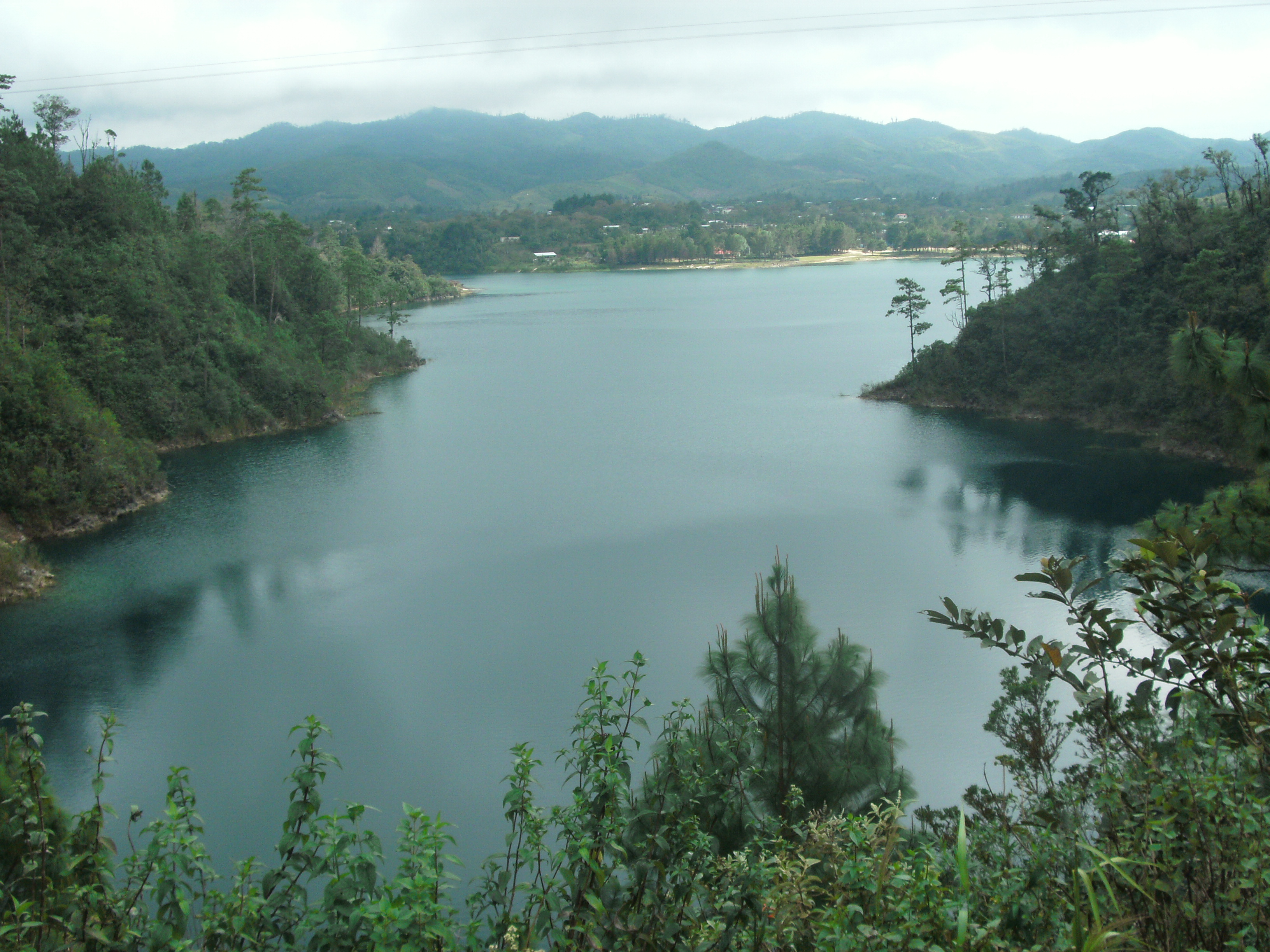
Parque nacional Lagunas de Montebello, en Chiapas, México.

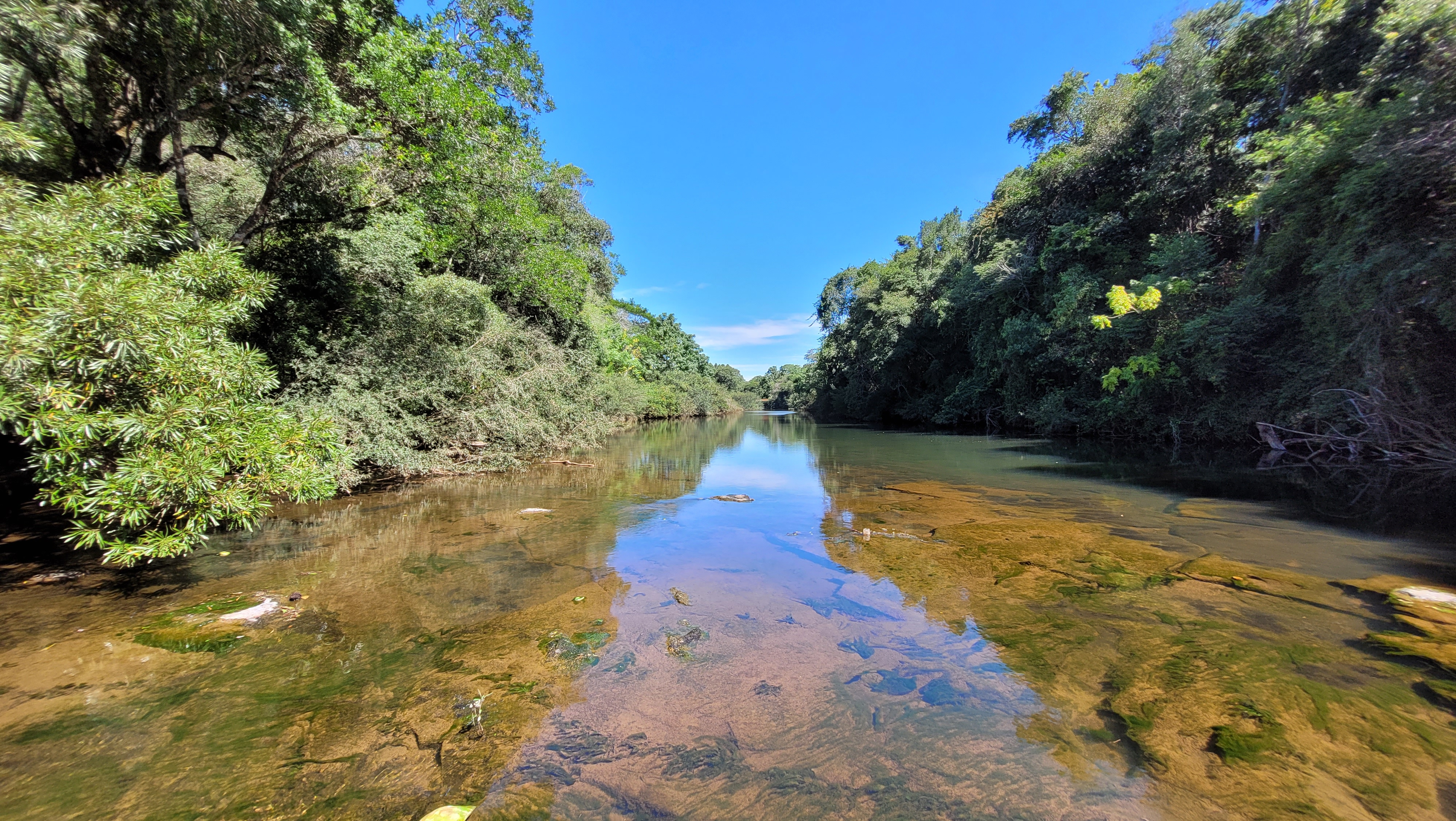
Humedales del Valle del Cuña Pirú (Ruiz de Montoya), en la provincia argentina de Misiones.

El Día Mundial de los Humedales es una jornada conmemorativa que se celebra anualmente el 2 de febrero desde 1997 donde se reconoce la importancia de los humedales, siendo proclamada como día internacional por la Asamblea General de las Naciones Unidas en 2021.   

## Proclamación
El Día Mundial de los Humedales se proclamó el 30 de agosto de 2021 mediante la Resolución 75/317 de la Asamblea General de las Naciones Unidas. Esta acción no solo reafirmó la importancia del Convenio sobre los Humedales, firmado en Ramsar, Irán, en 1971, sino que reconoció la relevancia global de la conservación de los humedales y fortaleció el compromiso internacional con su protección.

## Celebración
La celebración anual el 2 de febrero conmemora la firma del Convenio de Ramsar en 1971. La primera celebración tuvo lugar en 1997. Desde entonces, esta fecha ha servido para enfocar la atención mundial en la importancia de los humedales, tanto para la biodiversidad y como refugio de la vida silvestre, como para bienestar humano. Se resaltan aspectos clave como la regulación del ciclo del agua, el control de inundaciones y sequías, la provisión de agua dulce, y el apoyo a actividades económicas, incluyendo turismo y pesca.

## Temas
- 1997: El primer Día Mundial de los Humedales[3]
- 1998: Agua para los humedales y humedales para el agua[4]
- 1999: Gente y humedales: el vínculo vital[5]
- 2000: Celebrando nuestros humedales de importancia internacional[6]
- 2001: Un mundo de humedales – Un mundo por descubrir[7]
- 2002: Humedales: agua, vida y cultura[8]
- 2003: Sin humedales – no hay agua[9]
- 2004: De las montañas al mar – Los humedales trabajan para nosotros[10]
- 2005: Hay riqueza en la diversidad de los humedales – No la pierdas[10]
- 2006: Medios de vida en peligro[11]
- 2007: ¿Pescado para mañana?[12]
- 2008: Humedales saludables, personas saludables[13]
- 2009: Aguas arriba, aguas abajo: Los humedales nos conectan a todos[14]
- 2010: Cuidar los humedales – Una respuesta al cambio climático[15]
- 2011: Bosques para el agua y los humedales[16]
- 2012: Turismo en humedales[17]
- 2013: Los humedales cuidan el agua[18]
- 2014: Humedales y agricultura[19]
- 2015: Humedales para nuestro futuro[20]
- 2016: Humedales para nuestro futuro: medios de vida sostenibles[21]
- 2017: Humedales para la reducción del riesgo de desastres[22]
- 2018: Humedales para un futuro urbano sostenible[23]
- 2019: Humedales y cambio climático[24]
- 2020: Humedales y biodiversidad[25]

- 2022: Acción en favor de los humedales para las personas y la naturaleza [26][27]
- 2023: Restauración de los humedales [28]
- 2024: Los humedales y el bienestar humano [29][30]
- 2025: Proteger los humedales para nuestro futuro común[31][32]